# Espais Volart
Espai Volart (Nederlands: Volart-ruimte) is een museum voor moderne kunst in Barcelona en ligt op 400 meter van de Triomfboog. 
Aan het eind van de 19e eeuw lag hier de opslagruimte van de textielfabriek "Volart de puntes i teixits" die er kant en doek - kenmerkende producten van de Catalaanse textielindustrie uit die tijd - bewaarde. In 2002 werd hier de eerste galerie van de stichting "Fundació Vila Casas" geopend met de bedoeling tijdelijke exposities te tonen. 
Espai Volart heeft zijn museum verdeeld over twee historische gebouwen die door Barcelona zijn uitgeroepen tot cultureel erfgoed. Het museum bevindt zich in het modernistische gebouw Casa Antonio Puget (1904) van de architecten Roc Cot i Cot en Ramon Viñolas en richt zich op de kunstenaars uit eigen collectie In 2008 opende het museum in de oude magazijnen van het modernistische gebouw Casa Felip (1901) van de architect Telm Fernández een tweede expositieruimte. Daar schenkt het aandacht aan de Catalaanse kunstwereld.